# Kutkorz (przystanek kolejowy)
Kutkorz (ukr. Куткір, ros. Куткор) – przystanek kolejowy w miejscowości Kutkorz, w rejonie złoczowskim, w obwodzie lwowskim, na Ukrainie.
Przystanek powstał w czasach Austro-Węgier na linii kolei galicyjskiej im. Karola Ludwika. W okresie II Rzeczypospolitej była to stacja kolejowa.